# محطة قطار الثنية
محطة قطار الثنية هي محطة قطارات بالثنية في ولاية بومرداس تقع قرب مغارات سوق الحد ووادي يسر، وتنطلق منها أنواع عديدة من القطارات على اختلاف درجاتها إلى جميع نواحي الجزائر.

## التاريخ

### الإنشاء
تم البدء في إنشاء محطة قطار الثنية أثناء الاحتلال الفرنسي للجزائر بعد المصادقة على مشروع «خط سكة حديد من الحراش إلى الرغاية» بتاريخ 20 ديسمبر 1877م.
وتم تدعيم مكانة هذه المحطة بعد المصادقة الأخرى على مشروع خط سكة حديد من الرغاية إلى الثنية بتاريخ 3 ديسمبر 1878م.
وتكفلت شركة السكك الحديدية للشرق الجزائري بإنجاز هذا المشروع إلى غاية شهر سبتمبر 1881م.
وتم إنهاء بناء محطة قطار الثنية وتدشينها بتاريخ 25 سبتمبر 1881م أثناء إنجاز خط سكة حديد من الجزائر إلى سكيكدة.

### الازدواجية
تمت إعادة بناء محطة قطار الثنية وترقية سكة حديدها من مسار فردي إلى مسار مزدوج في العام 1987م.
وتم هذا التحديث بواسطة «اتفاق تعاون في السكك الحديدية» ما بين الجزائر والنمسا يقضي آنذاك بإنجاز العديد من المشاريع خاصة في ضاحية الجزائر ما بين الحراش والثنية على مسار مزدوج.
وقد ساهمت الشركات النمساوية بالتقانة والتجربة في تطوير محطة قطار الثنية ومحيطها، عبر مراحل التخطيط والهندسة المدنية المتخصصة وإشارات السكك الحديدية وسكة الحديد المكهربة · .

### الكهربة
يُعتبر خط سكة الحديد الذي يعبر محطة قطار الثنية من أهم خطوط السكة الحديدية في الجزائر بمعدل 63 قطارا لنقل المسافرين يوميا.
وقد تم تحويل سكة حديد هذه المحطة إلى سكة حديد مكهربة بجهد كهربائي شدته 25 000 فولط ما بين محطة قطار القصبة ومحطة قطار الثنية على مسافة 53.5 كلم في شهر جانفي 2009م.
وقامت شركة الشركة الوطنية للنقل بالسكك الحديدية، مع شركات أخرى مثل ألستوم والمجمع الصيني لأشغال السكك الحديدية وسيمنز وأبينغوا ومجموعة حداد وأنفراراي، بتطوير إشارات السكك الحديدية والاتصالات بين القطارات على مستوى هذه المحطة وهذا الخط المكهرب · .

## الخطوط والمحطات الموصولة

### خط سكة حديد من الثنية إلى الرغاية
|  |   |  | محطات القطار | البلديات | الربط بالقطار والترامواي                   | الربط بالمترو |
|  | - |  | ------------ | -------- | ------------------------------------------ | ------------- |
|  | ● |  | الثنية       | الثنية   | • تيزي وزو • محطة قطار البويرة • بني منصور |               |
|  | ● |  | تيجلابين     | تيجلابين |                                            |               |
|  | ● |  | بومرداس      | بومرداس  |                                            |               |
|  | ● |  | قورصو        | قورصو    |                                            |               |
|  | ● |  | بودواو       | بودواو   |                                            |               |
|  | ● |  | الرغاية      | الرغاية  | • الحراش • جسر قسنطينة • القصبة            |               |

### خط سكة حديد من الثنية إلى وادي عيسي
|  |   |  | محطات القطار | البلديات    | الربط بالقطار والترامواي                                    | الربط بالتيليفيريك |
|  | - |  | ------------ | ----------- | ----------------------------------------------------------- | ------------------ |
|  | ● |  | الثنية       | الثنية      | • القصبة • الحراش • الرغاية • محطة قطار البويرة • بني منصور |                    |
|  | ● |  | سي مصطفى     | سي مصطفى    |                                                             |                    |
|  | ● |  | يسر          | يسر         |                                                             |                    |
|  | ● |  | برج منايل    | برج منايل   | • دلس                                                       |                    |
|  | ● |  | الناصرية     | الناصرية    |                                                             |                    |
|  | ● |  | تادمايت      | تادمايت     |                                                             |                    |
|  | ● |  | ذراع بن خدة  | ذراع بن خدة | • ذراع الميزان                                              |                    |
|  | ● |  | بوخالفة      | بوخالفة     |                                                             |                    |
|  | ● |  | تيزي وزو     | تيزي وزو    |                                                             | تيليفيريك تيزي وزو |
|  | ● |  | وادي عيسي    | وادي عيسي   |                                                             |                    |

### خط سكة حديد من الثنية إلى بني منصور
|  |   |  | محطات القطار       | البلديات  | الربط بالقطار والترامواي                                                                   | الربط بالمترو |
|  | - |  | ------------------ | --------- | ------------------------------------------------------------------------------------------ | ------------- |
|  | ● |  | الثنية             | الثنية    | • القصبة • الحراش • الرغاية • تيزي وزو                                                     |               |
|  | ● |  | سوق الحد           | سوق الحد  |                                                                                            |               |
|  | ● |  | بني عمران          | بني عمران |                                                                                            |               |
|  | ● |  | عمال               | عمال      |                                                                                            |               |
|  | ● |  | محطة قطار الأخضرية | الأخضرية  |                                                                                            |               |
|  | ● |  | قادرية             | قادرية    |                                                                                            |               |
|  | ● |  | عمر                | عمر       |                                                                                            |               |
|  | ● |  | محطة قطار البويرة  | البويرة   |                                                                                            |               |
|  | ● |  | الأصنام            | الأصنام   |                                                                                            |               |
|  | ● |  | بشلول              | بشلول     |                                                                                            |               |
|  | ● |  | العجيبية           | العجيبية  |                                                                                            |               |
|  | ● |  | الحانيف            | الحانيف   |                                                                                            |               |
|  | ● |  | بني منصور          | بني منصور | • خط سكة حديد من الجزائر إلى سكيكدة • خط سكة حديد من بني منصور إلى بجاية • محطة قطار بجاية |               |

## مكتبة الصور

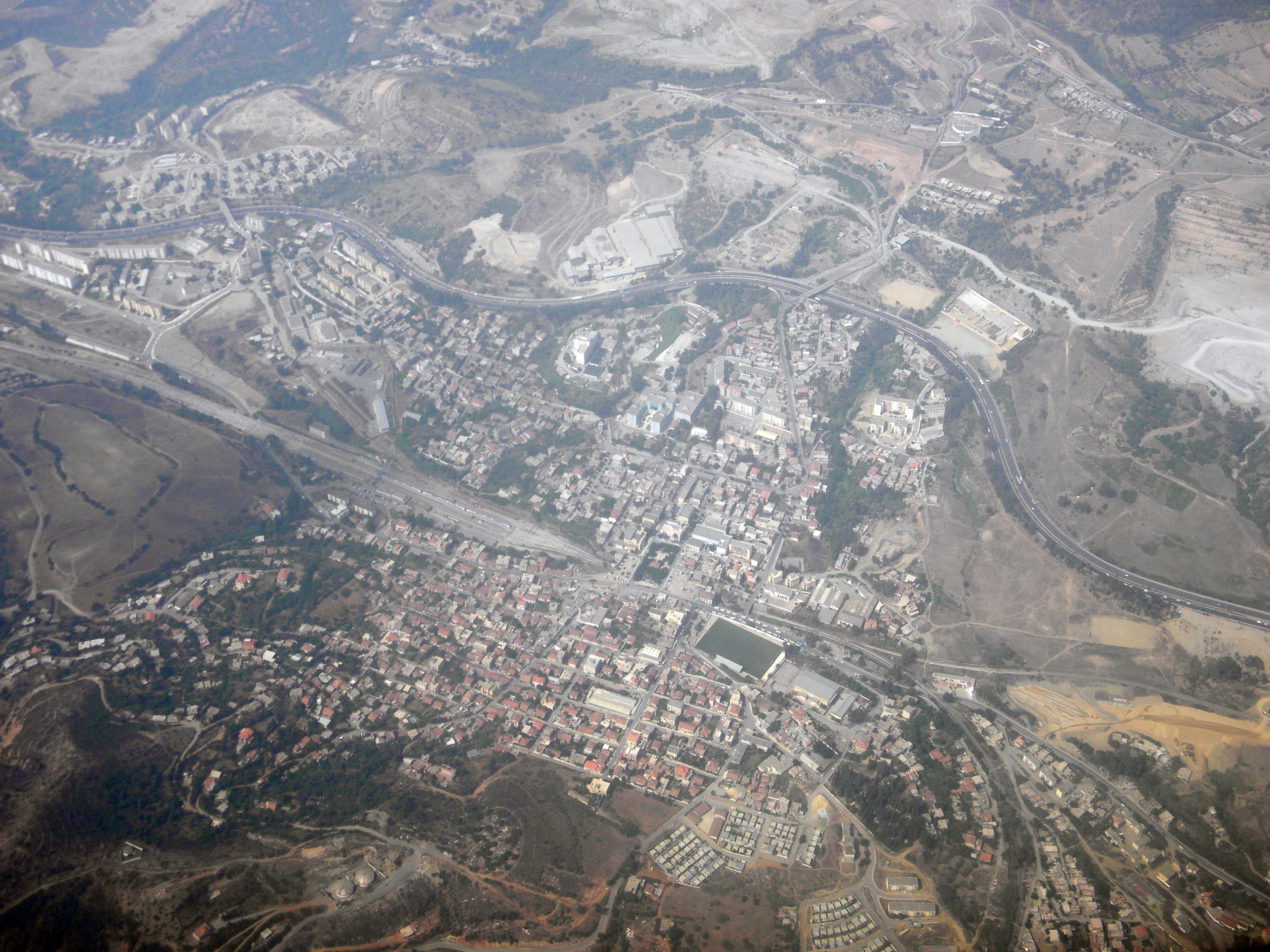
الثنية
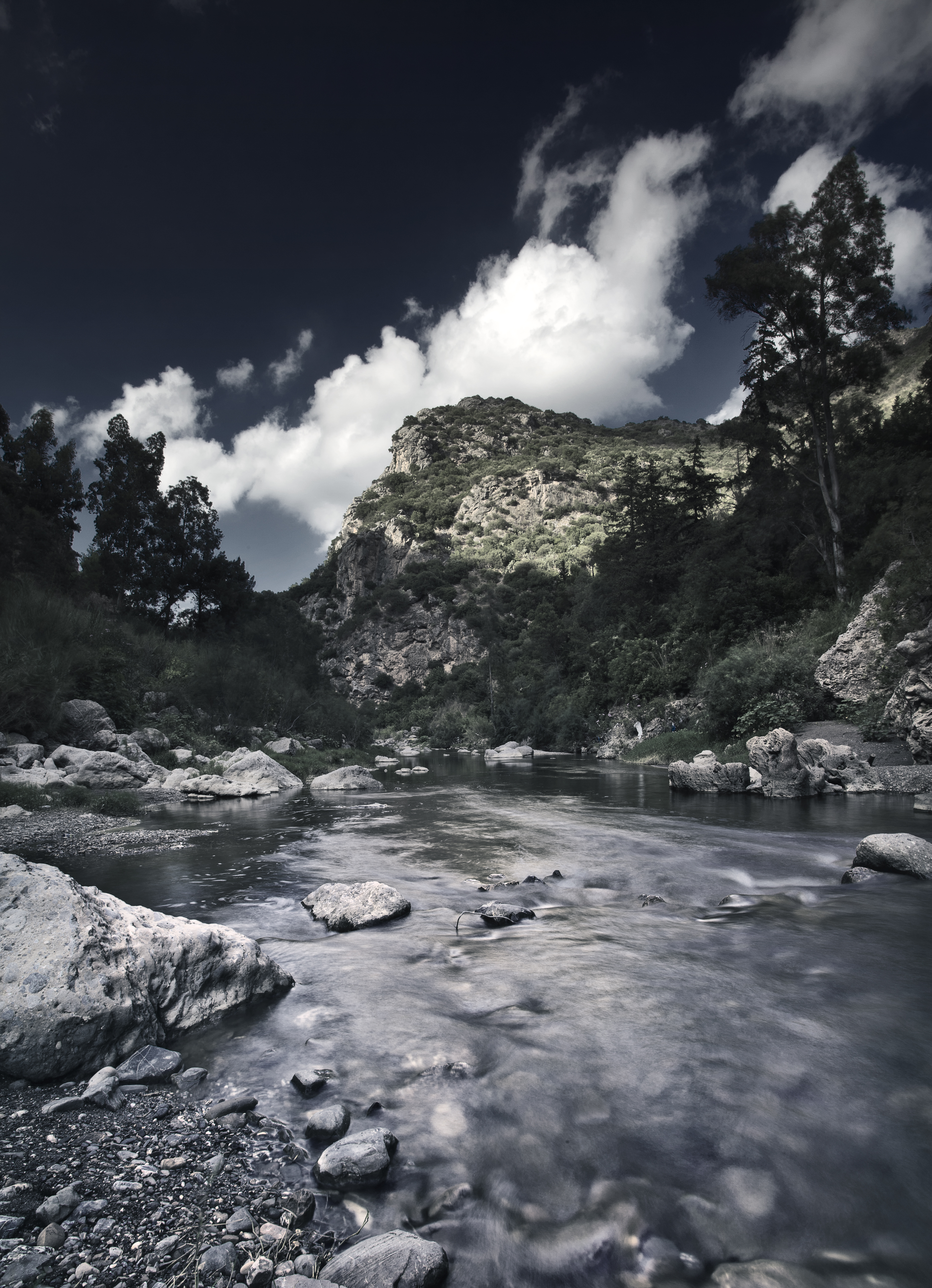
مجرى وادي يسر
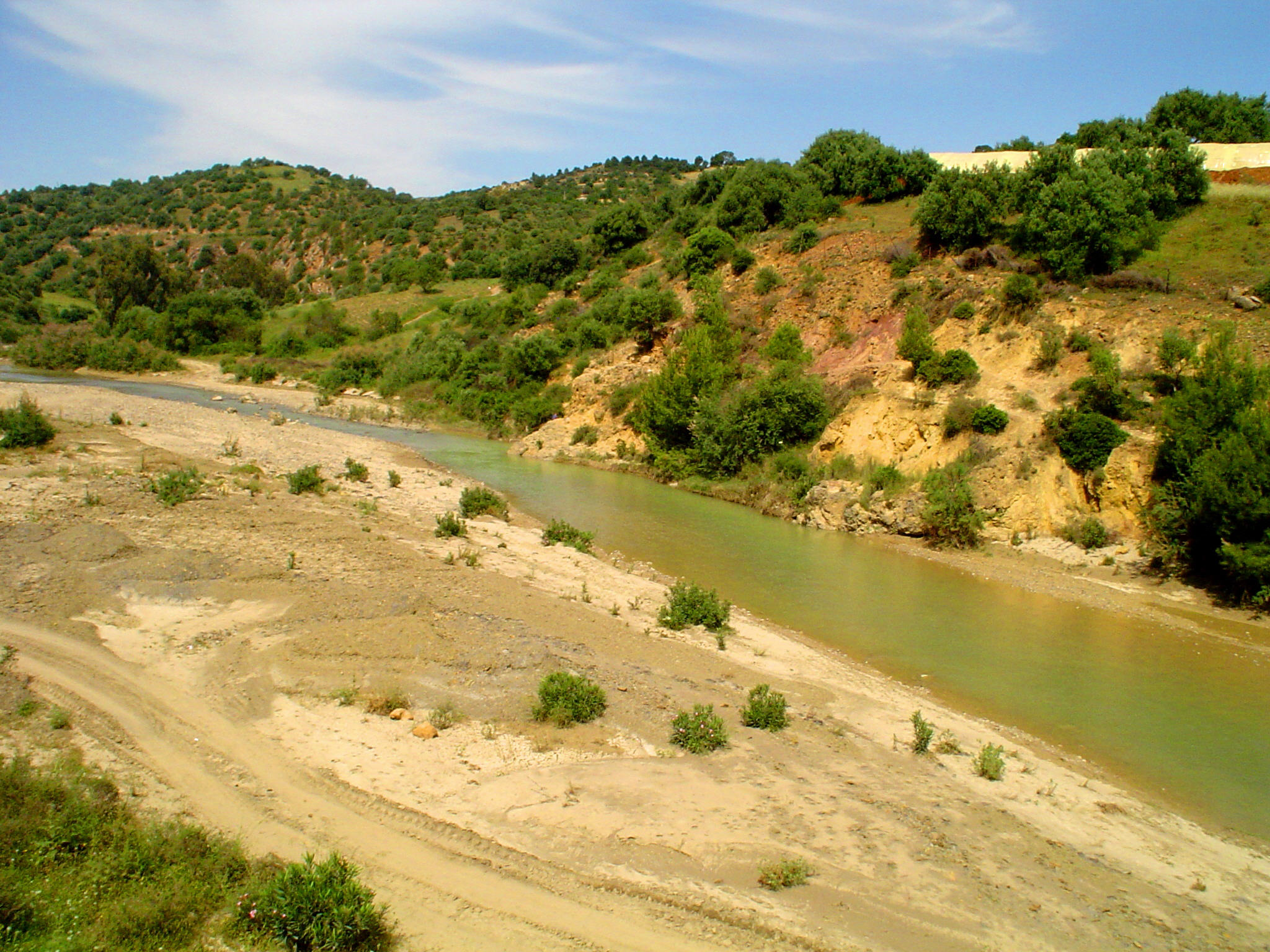
مجرى وادي يسر
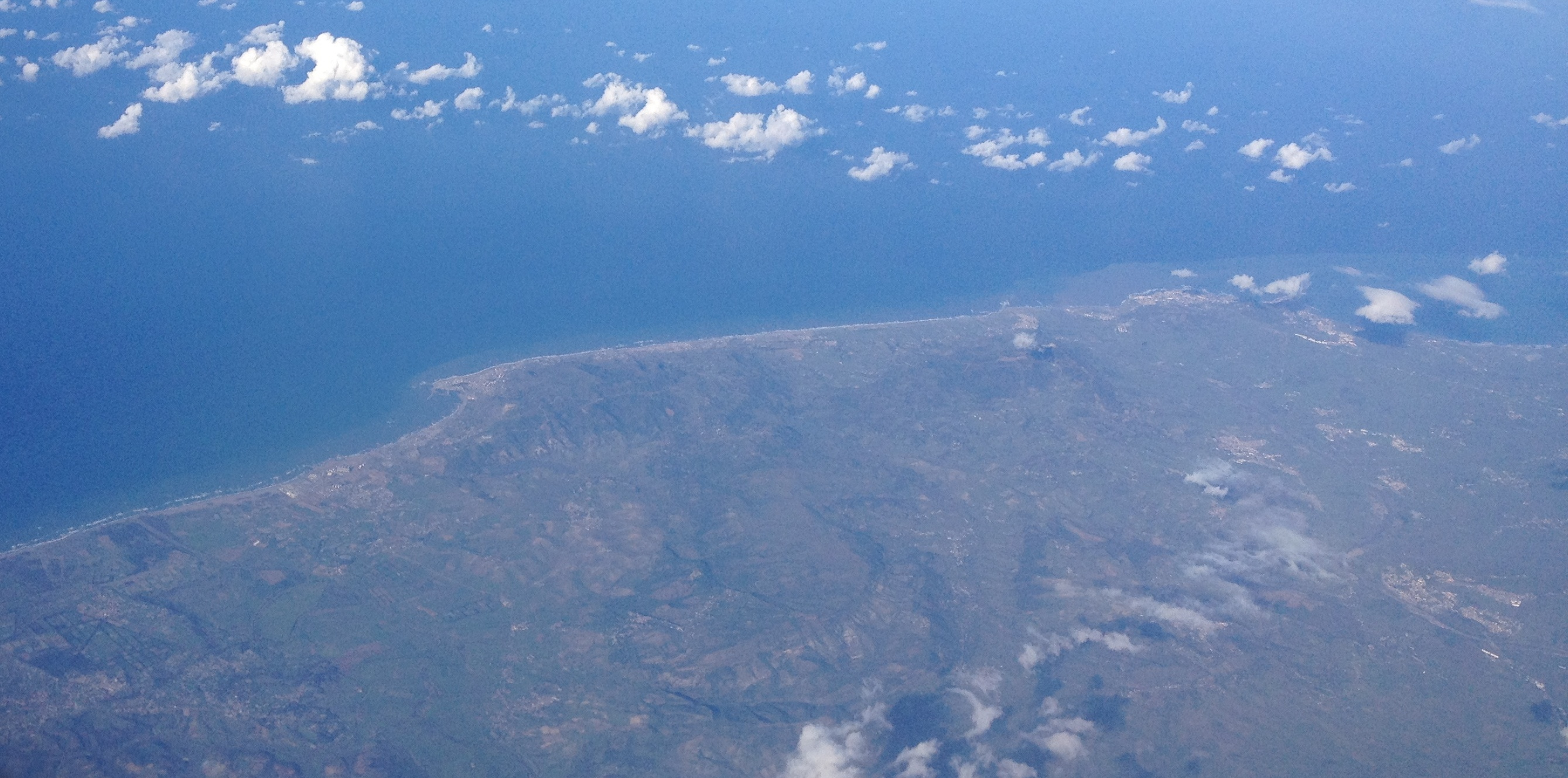
مصب وادي يسر
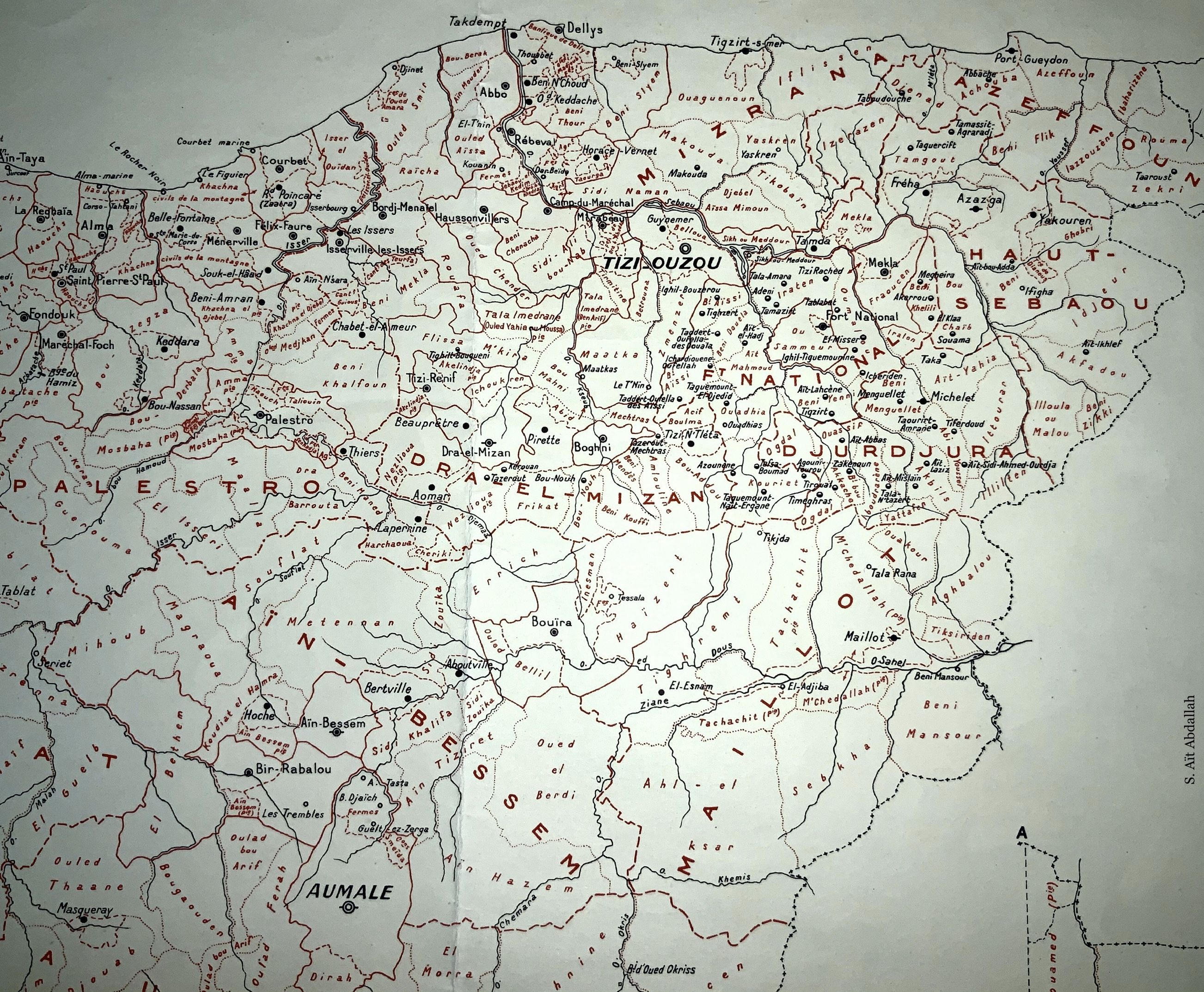
منطقة القبائل
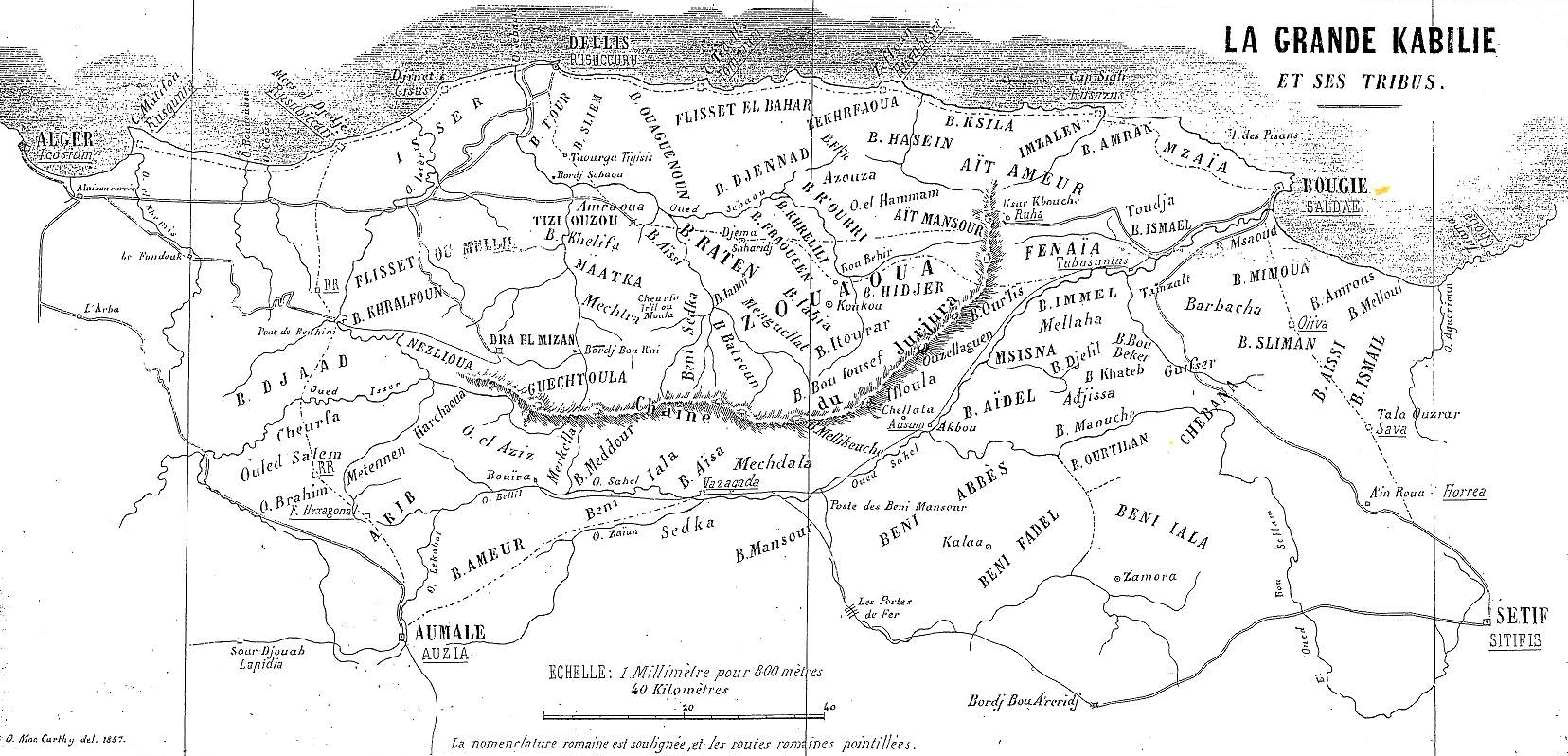
خريطة منطقة القبائل سنة 1857م
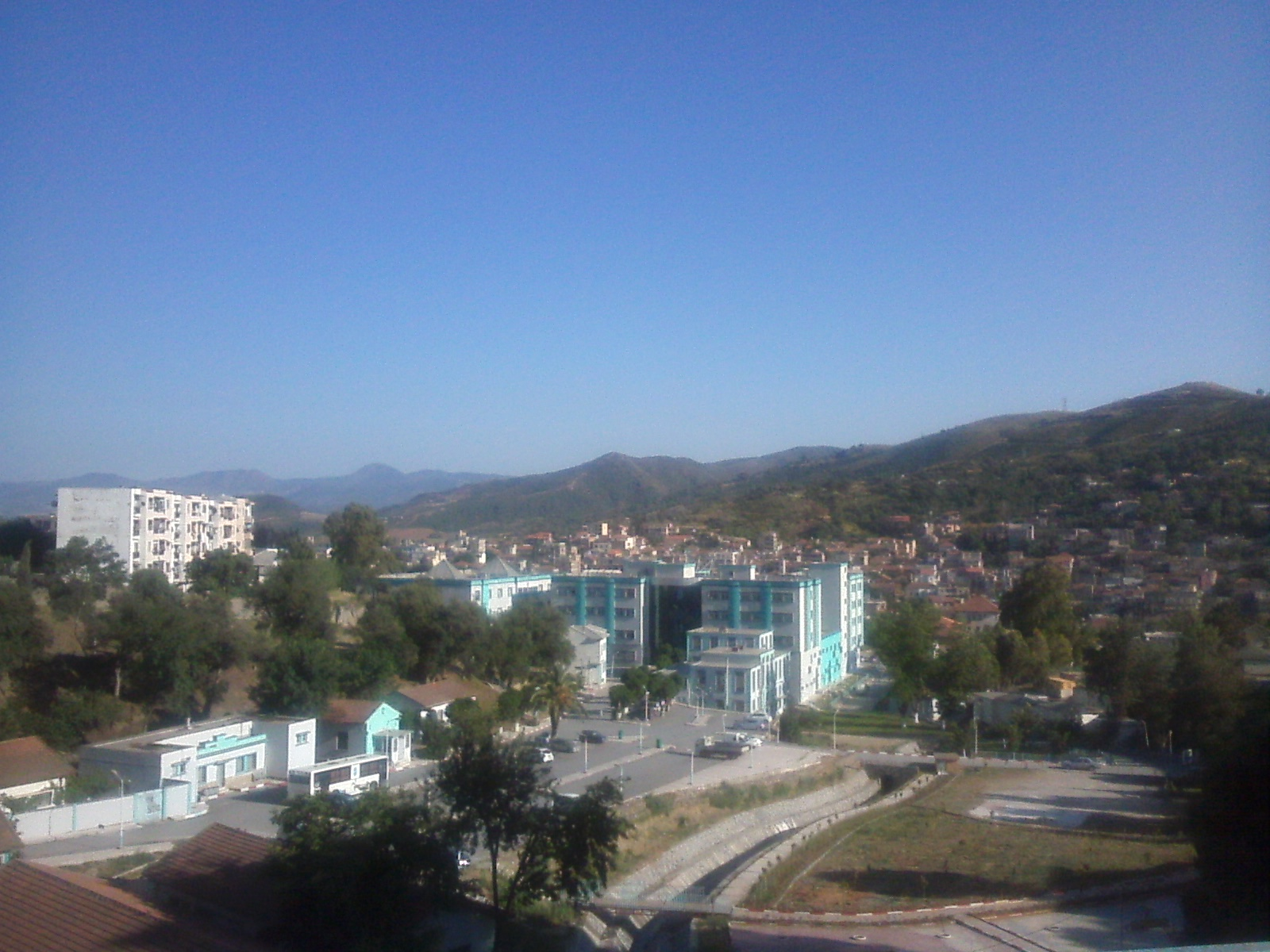
مستشفى الثنية[الفرنسية]
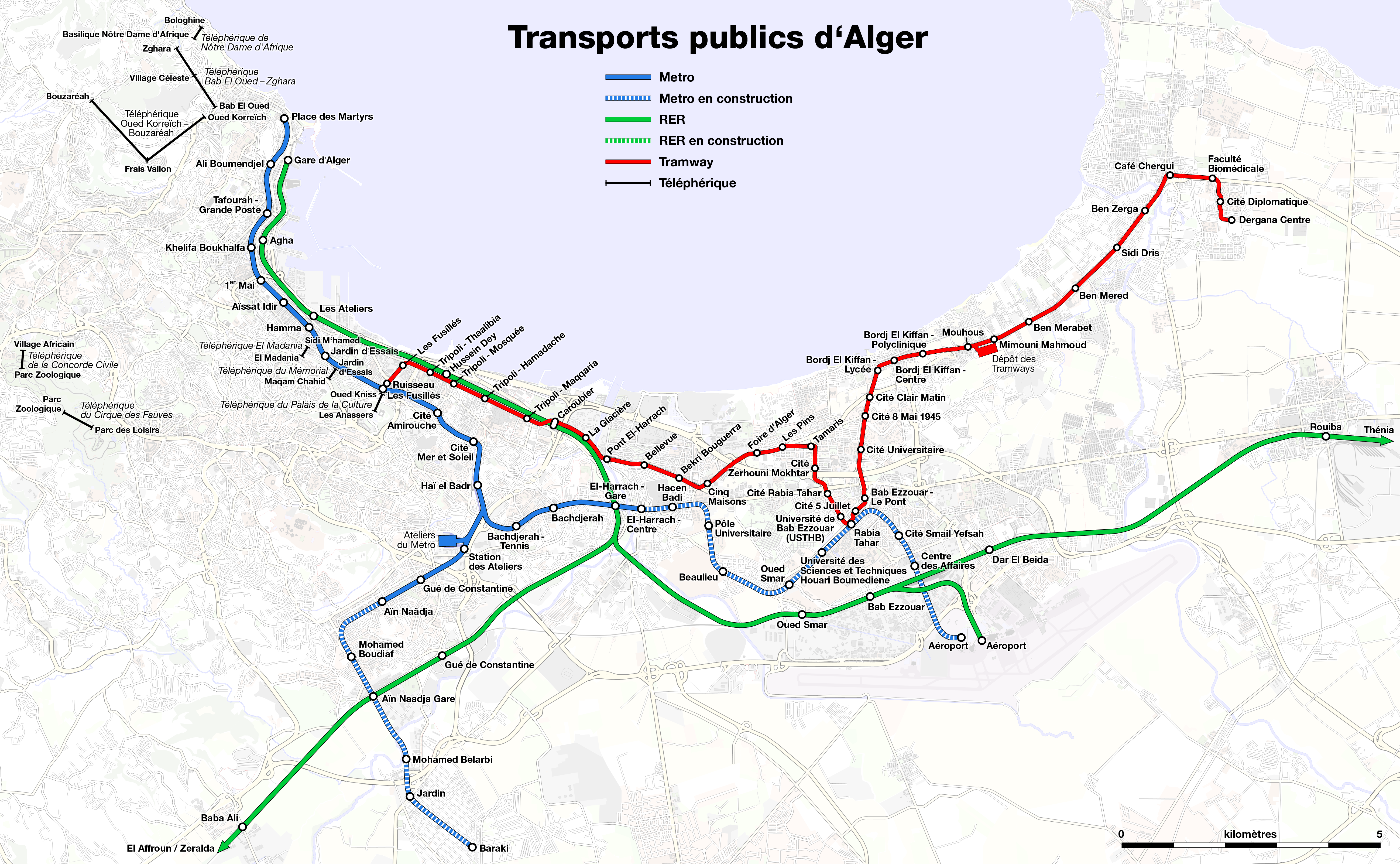
مترو الجزائر وترامواي الجزائر العاصمة
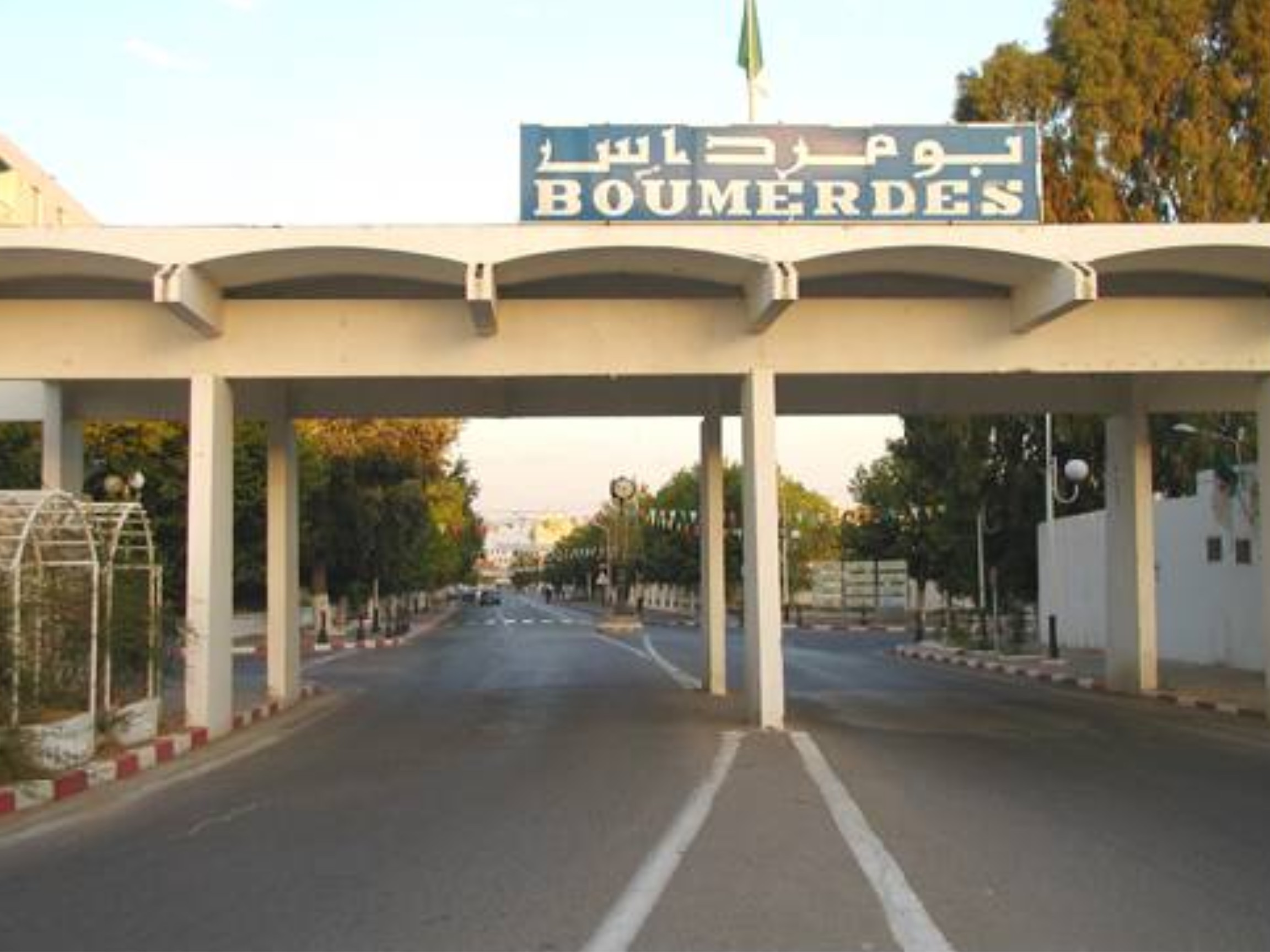
النقل في ولاية بومرداس
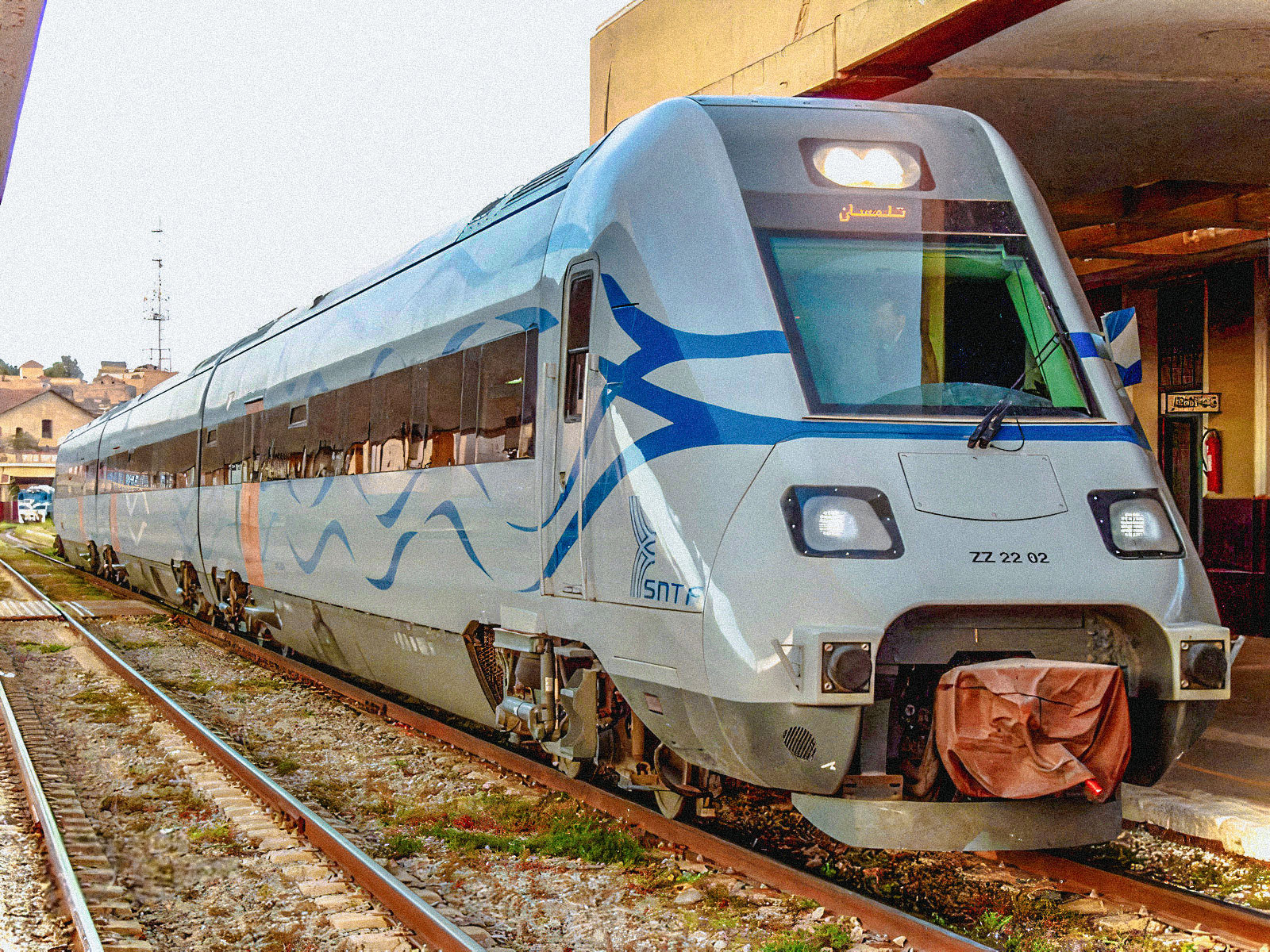
الشركة الوطنية للنقل بالسكك الحديدية
النقل بالسكة الحديدية في الجزائر

### مواضيع ذات صلة
- وزارة النقل الجزائرية
- الشركة الوطنية للنقل بالسكك الحديدية
- النقل في الجزائر
- محطات السكك الحديدية في الجزائر
- النقل بالسكة الحديدية في الجزائر
- تاريخ السكك الحديدية الجزائرية
- قائمة خطوط السكة الحديدية في الجزائر
- الوكالة الوطنية لدراسة ومتابعة إنجاز الاستثمارات في السكك الحديدية
- قائمة محطات القطار في الجزائر
- شركة السكك الحديدية للشرق الجزائري[الفرنسية]
- خط سكة حديد من الجزائر إلى سكيكدة
- خط سكة حديد من بني منصور إلى بجاية[الفرنسية]
- الطريق الوطني رقم 5
- الطريق الوطني رقم 12
- الطريق الوطني رقم 24

### فيديوهات
- محطة قطار الثنية على يوتيوب
- تطوير محطة قطار الثنية على يوتيوب
- خط سكة الحديد قرب محطة قطار الثنية على يوتيوب

### وصلات خارجية
- الموقع الرسمي للشركة الوطنية للنقل بالسكك الحديدية